# Финале Светског првенства у фудбалу 2010.
Финале Светског првенства у фудбалу 2010. је фудбалски меч који је одигран 11. јула 2010. на стадиону Сокер сити у Јоханезбургу да би се одредио победник Светског првенства у фудбалу 2010. Шпанија је победила Холандију са 1:0, голом Андреса Инијесте четири минута пре краја другог продужетка. Обе репрезентације су се бориле да по први пут у својој историји освоје Светско првенство. Холандија је претходно била поражена у финалима 1974. и 1978, док је најбољи резултат Шпаније било четврто место на Светском првенству 1950. Ово је друго узастопно финале европских репрезентација (Италија-Француска 2006.) и ово је први пут да један тим европски тим освоји титулу изван Европе. Утакмицу је судио Енглез Хауард Веб. Први пут се десило да тим који изгуби своју прву утакмицу (1:0 од Швајцарске), касније постане првак. Шпанија ће своју титулу бранити на Светском првенству 2014. које се одржава у Бразилу.

## Пут до финала
| Екипа     | ИГ | Д | Н | И | ГД | ГП | ГР | Бод. |
| --------- | -- | - | - | - | -- | -- | -- | ---- |
| Холандија | 3  | 3 | 0 | 0 | 5  | 1  | +4 | 9    |
| Јапан     | 3  | 2 | 0 | 1 | 4  | 2  | +2 | 6    |
| Данска    | 3  | 1 | 0 | 2 | 3  | 6  | −3 | 3    |
| Камерун   | 3  | 0 | 0 | 3 | 2  | 5  | −3 | 0    |

| Екипа      | ИГ | Д | Н | И | ГД | ГП | ГР | Бод. |
| ---------- | -- | - | - | - | -- | -- | -- | ---- |
| Шпанија    | 3  | 2 | 0 | 1 | 4  | 2  | +2 | 6    |
| Чиле       | 3  | 2 | 0 | 1 | 3  | 2  | +1 | 6    |
| Швајцарска | 3  | 1 | 1 | 1 | 1  | 1  | 0  | 4    |
| Хондурас   | 3  | 0 | 1 | 2 | 0  | 3  | −3 | 1    |

## Лопта
Лопта за Финале Светског првенства 2010, представљена 20. априла 2010, је била Адидас Џобулани (Adidas Jo'bulani), златна верзија Адидас Џабулани лопте која је коришћења на свим осталим мечевима на турниру. Име лопте инспирисано је градом Јоханезбургом, који се често назива Jo'burg, и који ће бити место одржавања овог финала.
Ово је други пут да се за финале Светског првенства произведе посебна лопта само за ту прилику, први пут је то било за финале Светског првенства 2006.
Као и Џабулани, лопта је изграђења од осам термички-спојених тродимензионалних панела, сваки изливен тако да обликује савршену сферичну лопту. На површини лопте постоје бразде, Адидас је развио ову технологију која се зове Grip'n'Groove, којом се побољшава аеродинамика лопте.

## Детаљи меча
| Холандија | 0:1 (пр)   | Шпанија       |
| --------- | ---------- | ------------- |
|           | (извештај) | Инијеста 116’ |

| Холандија | Шпанија |

| ХОЛАНДИЈА:       |    |                           |          |      |
|                  |    |                           |          |      |
| GK               | 1  | Мартен Стекеленбург       |          |      |
| RB               | 2  | Грегори ван дер Вил       | 111’     |      |
| CB               | 3  | Џон Хајтинга              | 57’ 109’ |      |
| CB               | 4  | Јорис Матијсен            | 117’     |      |
| LB               | 5  | Ђовани ван Бронкхорст (к) | 54’      | 105’ |
| CM               | 6  | Марк ван Бомел            | 22’      |      |
| CM               | 8  | Најџел де Јонг            | 28’      | 99’  |
| RW               | 11 | Арјен Робен               | 84’      |      |
| LW               | 7  | Дирк Кујт                 |          | 71’  |
| AM               | 10 | Весли Снајдер             |          |      |
| CF               | 9  | Робин ван Перси           | 15’      |      |
| Измене:          |    |                           |          |      |
| MF               | 17 | Елјеро Елија              |          | 71’  |
| MF               | 23 | Рафаел ван дер Варт (к2)  |          | 99’  |
| DF               | 15 | Едсон Брафхајд            |          | 105’ |
| Селектор:        |    |                           |          |      |
| Берт ван Марвајк |    |                           |          |      |

| ШПАНИЈА:          |    |                  |        |      |
|                   |    |                  |        |      |
| GK                | 1  | Икер Касиљас (к) |        |      |
| RB                | 15 | Серхио Рамос     | 23’    |      |
| CB                | 3  | Жерард Пике      |        |      |
| CB                | 5  | Карлес Пујол     | 16’    |      |
| LB                | 11 | Ђоан Капдевила   | 67’    |      |
| CM                | 16 | Серхио Бускец    |        |      |
| CM                | 14 | Шаби Алонсо      |        | 87’  |
| AM                | 8  | Чави             | 120+1’ |      |
| SS                | 6  | Андрес Инијеста  | 118’   |      |
| SS                | 18 | Педро Родригез   |        | 60’  |
| CF                | 7  | Давид Виља       |        | 106’ |
| Измене:           |    |                  |        |      |
| MF                | 22 | Хесус Навас      |        | 60’  |
| MF                | 10 | Сеск Фабрегас    |        | 87’  |
| FW                | 9  | Фернандо Торес   |        | 106’ |
| Селектор:         |    |                  |        |      |
| Висенте дел Боске |    |                  |        |      |

| Играч утакмице: Андрес Инијеста (Шпанија) Помоћне судије: Дерен Кан Мајк Муларки Четврти званичник: Јуичи Нишимура Пети званичник: Тору Сагара |